# Van Cliburn
Van Cliburn (nacido Harvey Lavan Cliburn Jr., Shreveport, Luisiana, 12 de julio de 1934 - Fort Worth, Texas, 27 de febrero de 2013) fue un pianista estadounidense que consiguió reconocimiento internacional en 1958, a los 23 años, cuando ganó el primer Concurso Internacional Chaikovski en Moscú, en plena Guerra Fría.

## Primeros años
Cliburn nació en Shreveport (Luisiana), y empezó a recibir clases de piano a los tres años con su madre, Rildia Bee O'Bryan, que había sido alumna de Arthur Friedheim, alumno de Franz Liszt. Cuando él tenía seis años, la familia se mudó a Kilgore (Texas), y a los doce ganó un concurso de piano a nivel nacional que le permitió debutar con la Orquesta Sinfónica de Houston. Entró en la Juilliard School a los 17 años, y estudió con Rosina Lhévinne, que le enseñó en la tradición romántica rusa. A los 20, Cliburn ganó el Leventritt Award, y debutó en el Carnegie Hall.

## El Concurso Chaikovski
El Concurso Internacional Chaikovski de 1958 fue un evento diseñado para demostrar la superioridad cultural soviética durante la Guerra Fría, poco después de su victoria tecnológica con el lanzamiento del Spútnik en octubre de 1957. El virtuosismo luminoso de Cliburn en la interpretación del Concierto para piano nº 1 de Chaikovski y del Concierto para piano nº 3 de Rajmáninov le hicieron ganar una ovación con el público en pie durante ocho minutos. El jurado soviético tuvo que pedir permiso a Nikita Jrushchov para conceder el primer premio a un estadounidense. "¿Es el mejor?" preguntó. "¡Entonces denle el premio!" La revista Time le dio una portada, proclamándolo "El tejano que conquistó Rusia". RCA Victor firmó con él un contrato exclusivo, y su grabación del Concierto para piano nº 1 de Chaikovski se convirtió en el primer álbum de música clásica que vendió millones de copias. Fue el álbum de música clásica mejor vendido durante más de una década. Cliburn ganó el Grammy en 1958 por la mejor interpretación solista con orquesta.
Otras grabaciones de Cliburn incluyen en Concierto para piano de Edvard Grieg, el Concierto para piano nº 2 de Rajmáninov, el Concierto para piano nº 4 y el Concierto para piano nº 5 de Beethoven, y el Concierto para piano nº 3 de Prokófiev.
En 1962, Cliburn se convirtió en el consejero artístico del Concurso Internacional de Piano Van Cliburn. El concurso fue fundado por un grupo de profesores y voluntarios de Fort Worth (Texas), y su prestigio hoy en día rivaliza con el del Concurso Chaikovski.
Cliburn actuó y grabó en los años 70, pero en 1978, tras las muertes de su padre y de su mánager, se retiró de la vida pública. En 1987, fue invitado a tocar en la Casa Blanca para el presidente Ronald Reagan y el Secretario general del Partido Comunista de la Unión Soviética Mijaíl Gorbachov, y después fue invitado a inaugurar la temporada número cien del Carnegie Hall.
Tocó para todos los presidentes de Estados Unidos desde Eisenhower.
A los 70 años, todavía daba un número limitado de recitales al año. Cliburn residió sus últimos años en Fort Worth, Texas, suburbio de Westover Hills. Fue diagnosticado de cáncer óseo en el año 2012, y falleció a la edad de 78 años el 27 de febrero de 2013 en Fort Worth, Texas.

## Vida personal
Van Cliburn mantuvo a partir de 1966 una larga relación con Thomas E. Zaremba, que era trece años menor que él. Esta relación se hizo pública por la demanda judicial que Zaremba realizó contra Cliburn, exigiéndole una compensación económica por los años de convivencia, en los que Zaremba alegó haber trabajado para Cliburn e, incluso, haber cuidado de su madre. La demanda fue desestimada.